# Crisi iraniana de 1946
|  | No s'ha de confondre amb Crisi de l'Iran de 1953. |

La Crisi iraniana de 1946 també coneguda com la Crisi iraniana-azerí és un conflicte posterior a la Segona Guerra Mundial originat quan la Unió Soviètica va rebutjar abandonar territori iranià ocupat durant el 1941 conjuntament amb l'exèrcit britànic. Després del conflicte, la República Popular de l'Azerbaidjan i la República de Mahabad, es van declarar independents i varen combatre les tropes iranianes amb el suport soviètic. La crisi es va resoldre quan el president de l'Iran Ahmad Qavam i els Estats Units van pressionar de forma conjunta la Unió Soviètica, que va acceptar retirar-se. La crisi es considera un dels primers conflictes de la Guerra Freda.